# Элиудора
Элиудора (порт. Heliodora) — муниципалитет в Бразилии, входит в штат Минас-Жерайс. Составная часть мезорегиона Юг и юго-запад штата Минас-Жерайс. Входит в экономико-статистический микрорегион Санта-Рита-ду-Сапукаи. Население составляет 5953 человека на 2006 год. Занимает площадь 153,884 км². Плотность населения — 38,7 чел./км².
Праздник города — 26 декабря.

## История
Город основан 26 декабря 1948 года. 

## Статистика
- Валовой внутренний продукт на 2003 год составляет 18 473 576,00 реалов (данные: Бразильский институт географии и статистики).
- Валовой внутренний продукт на душу населения на 2003 год составляет 3175,79 реалов (данные: Бразильский институт географии и статистики).
- Индекс развития человеческого потенциала на 2000 год составляет 0,733 (данные: Программа развития ООН).